# Farouk Ben Mustapha
Farouk Ben Mustapha (Bizerta, 1 de juliol de 1989) és un jugador de futbol tunisià que juga a la demarcació de porter. Actualment forma part de la plantilla de l'Al-Shabab i de la selecció tunisiana.
Ben Mustapha va ser elegit per votació el millor jugador del mes d'agost de 2009 de la Lliga professional tunisiana.
El maig de 2018 va formar part de la preselecció de 29 homes de l'equip de la selecció tunisiana per disputar la Copa del Món de Futbol de 2018 que es disputava a Rússia l'estiu següent. Finalment va entrar dins de la llista definitiva de 23 homes.

## Palmarès

### Club
Club Athlétique Bizertin
- Copa tunisiana (1): 2013

Club Africain
- Lliga tunisiana (1): 2015
- Copa tunisiana (1): 2017

### Internacional
- Campionat Africà de Nacions (1): 2011